# Dog Island (Nouvelle-Zélande)
Pour les articles homonymes, voir Dog Island.
Dog Island (en maori : Motu Piu) est une île située dans le détroit de Foveaux dans la région du Southand (Île du Sud–Nouvelle-Zélande). Elle se trouve à environ 5 km de Bluff.
L'île inhabitée abrite le plus haut phare néo-zélandais. Il n'y a pas d'accès à l'île.
|          |
| Le phare |